# Kateřina Císařová
Kateřina Císařová (ur. 5 lipca 1993 w Jabloncu nad Nysą) – czeska aktorka filmowa, dubbingowa i teatralna. 
Występowała m.in. w teatrach: Stavovské divadlo, Divadlo Minor, związana głównie z Divadlo Na zábradlí. 
W 2024 roku otrzymała nagrodę Ceny Thálie za rolę Káti w spektaklu Vzkříšení w teatrze Divadlo Na Zábradlí. 

## Nagrody
| Rok  | Nagroda     | Kategoria | Wynik   | Źródło |
| ---- | ----------- | --------- | ------- | ------ |
| 2024 | Ceny Thálie | Dramat    | Wygrana | [ 2 ]  |